# Ivajlo van Bulgarije
Ivajlo (ook Ivailo of Ivail, Bulgaars: Ивайло) (?-1281) was van 1278 tot 1279 tsaar van Bulgarije.

## Leven
Ivajlo was een zwijnenhoeder die de leider werd van een volksopstand die uitbrak in het zuidoosten van Bulgarije. Volgens de legende verschenen in zijn slaap heiligen die Ivajlo opdroegen een leger van boeren te vormen en de streek te verlossen van de invallen van de Mongolen. Nadat hij zich meester had gemaakt van het gebied ten zuiden van het Balkangebergte, stak hij de bergen over en rukte met zijn leger op naar de hoofdstad Tarnovo. In 1277 doodde hij daar de verlamde tsaar Konstantin Tih.
Daarop barstte een opvolgingsstrijd los. De Byzantijnse keizer Michaël VIII steunde Ivan Asen III, de zoon van de vroegere tsaar Mico Asen. Verder was er Mihail, de minderjarige zoon van Konstantin Tih, die zijn moeder Maria in 1272 op tweejarige leeftijd al tot medetsaar had laten benoemen. Om haar belangen veilig te stellen huwde Maria met Ivaljo en werd hij de nieuwe tsaar.
Ivajlo verbleef daarna meestal aan de Donau waar hij strijd voerde met de Mongolen terwijl Maria in Tarnovo verbleef. Keizer Michaël VIII stuurde zijn veldheer Michaël Glabas Tarchaniotes met een leger naar Tarnovo en sloeg het beleg van de stad. Ivajlo spoedde zich naar de hoofdstad en versloeg onderweg een Byzantijns leger. Maar intussen had de bojaar Georgi Terter de macht gegrepen in Tarnovo. In 1280 liet hij zich tot nieuwe tsaar kronen. Ivajlo zocht toevlucht aan het hof van de Mongoolse kan Nogaj maar werd daar vermoord; tijdens een feestmaal werd zijn keel doorboord met een zwaard.

## Naam
In een eigentijdse bron werd de naam Ivail gebruikt. De Griekse geschiedkundige George Pachymeres (1242-ca. 1310) schreef dat zijn bijnaam Lachanas was, een Griekse vertaling van het Bulgaarse kordokuva (witte kool) of bardokva (dialectwoord voor paardenbloem). De meer Bulgaars klinkende variant Ivajlo of Ivailo werd pas voor het eerst gebezigd in 1876 door de Tsjechische historicus Konstantin Jireček.